# 恋の罠しかけましょ
『恋の罠しかけましょ』（こいのわなしかけましょ）は、FUNK THE PEANUTSの1枚目のシングル。
プロデュースを手がけた吉田美和と中村正人の意図で、DREAMS COME TRUEのシングル『LOVE LOVE LOVE/嵐が来る』と同日に発売された。

## 収録曲
| #  | タイトル                                            | 作詞         | 作曲      | 編曲     | 時間 |
| -- | --------------------------------------------------- | ------------ | --------- | -------- | ---- |
| 1. | 「恋の罠しかけましょ 〜FUNK THE PEANUTSのテーマ〜」 | 観音崎すみれ | FUN・P2号 | 中村正人 | 3:43 |
| 2. | 「RAINY THURSDAY LAZY」                             | 観音崎すみれ | 中村正人  | 中村正人 | 3:47 |

## カバー

### 宇野実彩子によるカバー
2021年8月18日、宇野実彩子が当楽曲のカバーである「恋の罠しかけましょ 〜FUNK THE PEANUTSのテーマ〜」を配信リリースした。自身の所属する音楽グループ、AAAにまつわる全ての人に感謝を贈り届けるプロジェクト『All AppreciAte project』の一環としてリリースされた。オリジナル曲をプロデュースした1人である中村正人も本作のカバーについてリアクションしている。
収録曲
| #  | タイトル                                            | 作詞         | 作曲      | 時間 |
| -- | --------------------------------------------------- | ------------ | --------- | ---- |
| 1. | 「恋の罠しかけましょ 〜FUNK THE PEANUTSのテーマ〜」 | 観音崎すみれ | FUN・P2号 | 3:41 |